# Thomas Lobb
Thomas Lobb (* 1820; † 30. April 1894 in Devoran, Cornwall) war ein britischer Pflanzensammler. Sein offizielles botanisches Autorenkürzel lautet „T.Lobb“.

## Leben und Wirken
Thomas Lobb war wie sein Bruder William Lobb als Pflanzensammler für die Firma Veitch & Sons tätig.
In den Jahren 1843 bis 1860 sammelte Thomas Lobb hauptsächlich in Indien, Indonesien und auf den Philippinen. 1845 fand er im östlichen Himalaja erstmals Orchideen der nach ihm benannten Art Phalaenopsis lobbii, in den Karia-Bergen im östlichen Indien, nahe Nowgong in 1500 m die ebenfalls nach ihm benannte Hoya lobbii.